# 12437 Westlane
12437 Westlane (1996 BN6) là một tiểu hành tinh vành đai chính được phát hiện ngày 18 tháng 1 năm 1996 bởi Spacewatch ở Kitt Peak.